# Arielulus cuprosus
Arielulus cuprosus  (Hill & Francis, 1984) è un pipistrello della famiglia dei vespertilionidi endemico del Borneo.

## Descrizione

### Dimensioni
Pipistrello di piccole dimensioni, con la lunghezza dell'avambraccio tra 34,5 e 36,5 mm, la lunghezza della coda tra 38 e 39 mm, la lunghezza delle orecchie di 12,5 mm e un peso fino a 5,6 g.

### Aspetto
La pelliccia è lunga e densa. Le parti dorsali sono nerastre con la punta dei singoli peli rosso-arancione, mentre le parti ventrali sono marroni con la unta dei peli che varia dal giallo al bianco-grigiastro. Una macchia chiara è presente sui lati del collo dietro ogni orecchio. Il muso è corto, largo e smussato. Una piccola verruca ricoperta di lunghi peli è situata appena davanti alla gola. Le orecchie sono moderatamente grandi, con un lobo distinto alla loro base vicino all'occhio e con i bordi distintamente marcati di giallo-brunastro. Il trago è piccolo, piegato leggermente in avanti e con l'estremità smussata. La lunga coda è inclusa completamente nell'ampio uropatagio. Il calcar è lungo.

## Distribuzione e habitat
Questa specie è conosciuta soltanto nella riserva della foresta di Sepilok, nello stato di Sabah, sull'isola del Borneo settentrionale.
Vive nelle foreste di pianura di dipterocarpi al livello del mare.

## Conservazione
La IUCN Red List, considerato che questa specie è conosciuta soltanto da 3 individui e che non ci sono informazioni sull'areale, lo stato della popolazione e i requisiti ambientali, classifica A.cuprosus come specie con dati insufficienti (DD).